# 1987년 한국프로야구 포스트시즌
1987년 한국프로야구 포스트시즌은 1987년 10월 7일부터 10월 12일까지 해태 타이거즈와 OB 베어스의 플레이오프 5경기로 진행되어, 해태가 3승 2패로 승리, 한국시리즈에 올랐고 해태의 플레이오프 홈경기는 원래 광주에서 개최될 계획이었으나 전국체전 준비 탓인지 전주로 변경했다.

## 플레이오프에 진출하기까지

### 해태 타이거즈
전기리그에서 삼성, OB에 이어 롯데와 공동 3위에 머무르며 전년도 우승 팀답지 못한 모습을 보인 해태는 후기리그를 65%가량 소화한 9월 중순까지만 해도 MBC에 2게임차로 뒤져있어 플레이오프 진출이 비관적으로 보였다. 그러나 MBC가 막판 부진한 모습을 보인 반면 타이거즈는 꾸준한 상승세를 이어가 극적으로 후기리그 2위를 마크, 플레이오프에 진출했다.
2연패가 유력하다고 자타가 공언했던 해태의 시즌 중 부진은 전반적인 동계훈련 부족에 기인했었다. 이러한 훈련부족으로 인해 주전 선수들이 잔 부상에 시달리며 힘든 페넌트레이스를 치를 수밖에 없었던 것이다. 특히 86년 한국시리즈 MVP였던 김정수는 왼손에 큰 부상을 입으며 6승을 거두는 데 그쳤다. 하지만 수많은 악재 속에서도 유독 큰 경기에 강한 면모를 보인 해태는 승부처마다 경기를 승리로 이끌며 한국시리즈 2연패라는 희망을 이어가게 된다.

### OB 베어스
1986년 시즌을 3위로 마친 OB는 계속 김성근 사단의 체제를 유지하며 1987년 시즌을 맞이한다. 6월 29일 전기리그 2위를 차지했으나, 삼성이 전후기 통합우승을 차지하면서 해태와 플레이오프를 갖게 된다.

## 대진표
|  | 플레이오프 | 플레이오프    | 플레이오프 |  |  | 한국시리즈 | 한국시리즈    | 한국시리즈 |  |
|  |            |               |            |  |  |            |               |            |  |
|  | 2          | 해태 타이거즈 | 3          |  |  |            |               |            |  |
|  | 3          | OB 베어스     | 2          |  |  | 1          | 삼성 라이온즈 | 0          |  |
|  |            |               |            |  |  | 2          | 해태 타이거즈 | 4          |  |

## 플레이오프

### 1차전
- 10월 7일 - 서울종합운동장 야구장
- 중계: MBC TV

| 팀                                                                | 1 | 2 | 3 | 4 | 5 | 6 | 7 | 8 | 9 | R  | H  | E |
| 해태 타이거즈                                                     | 0 | 4 | 3 | 0 | 1 | 2 | 1 | 0 | 0 | 11 | 13 | 0 |
| OB 베어스                                                         | 1 | 0 | 0 | 1 | 0 | 0 | 1 | 0 | 0 | 3  | 9  | 6 |
| 승리 투수: 김대현 패전 투수: 최일언 홈런: 해태 – 한대화(3회 투런) |   |   |   |   |   |   |   |   |   |    |    |   |

막강 타선을 자랑하는 해태가 최일언의 OB를 무너뜨리고 플레이오프 1차전을 승리로 장식했다.
해태는 3만여 관중이 운집한 가운데 벌어진 OB와의 경기에서 한대화의 홈런등 장단 13안타를 터트려 페넌트레이스 기간동안 최일언에게 12연패를 당했던 치욕을 깨끗이 설욕 하면서 11:3으로 이겼다.
선발 투수로 해태는 김대현, OB는 최일언을 각각 내세운 이날 경기에서 해태는 초반부터 타선의 활발한 지원에 힘입어서 쉽게 경기를 이끈 반면에 OB는 잇단 수비진의 에러로 자멸하고 말았다.

### 2차전
- 10월 8일 - 서울종합운동장 야구장
- 중계: KBS 1TV

| 팀                                                                               | 1 | 2 | 3 | 4 | 5 | 6 | 7 | 8 | 9 | R  | H  | E |
| 해태 타이거즈                                                                    | 0 | 0 | 0 | 2 | 0 | 0 | 0 | 1 | 0 | 3  | 11 | 1 |
| OB 베어스                                                                        | 3 | 0 | 0 | 0 | 1 | 3 | 1 | 2 | X | 10 | 15 | 0 |
| 승리 투수: 박철순 패전 투수: 차동철 세이브: 윤석환 홈런: 해태 – 김성한(8회 솔로) |   |   |   |   |   |   |   |   |   |    |    |   |

3만여 대관중이 응집한 가운데 벌어진 플레이오프 2차전은 OB가 타격전 끝에 승리를 거뒀다.
OB는 잠실 경기에서 유지헌이 4타수3안타를 기록하는 등 상하위 타자들의 활발한 타격 지원에 힘입어서 해태를 10:3으로 눌렀다.
OB는 3:2로 바짝 추격을 당한 뒤 선발 박철순에 이어서 투수를 김진욱, 윤석환으로 교체하는 등 총력전 끝에 귀중한 1승을 낚았다.
이로써 OB는 해태와의 1승 1패 동률을 이뤄서 10월 10일부터 전주에서 벌어질 세 경기에 승부를 걸게 됐다.
반면에 해태는 11안타를 때리는 등 분전했지만 마운드의 부진으로 패배하고 말았다.

### 3차전
- 10월 10일 - 전주종합경기장 야구장
- 중계: MBC TV

| 팀                                  | 1 | 2 | 3 | 4 | 5 | 6 | 7 | 8 | 9 | R | H | E |
| OB 베어스                           | 0 | 0 | 0 | 0 | 1 | 0 | 0 | 3 | 0 | 4 | 7 | 0 |
| 해태 타이거즈                       | 0 | 0 | 0 | 1 | 0 | 0 | 0 | 0 | 0 | 1 | 5 | 0 |
| 승리 투수: 최일언 패전 투수: 김정수 |   |   |   |   |   |   |   |   |   |   |   |   |

최일언의 OB가 선동열의 해태를 4:1로 누르고 플레이오프 3차전을 승리로 장식해 2승1패로 코리안 시리즈 발판을 달렸다.
두 팀은 전주에서 벌어진 플레이오프 3차전 경기에서 예상외로 배영철과 김정수를 선발로 내세워 최근까지 안타 9개만을 주고 받으며 1점씩을 내주는 팽팽한 투수전을 펼쳤다.
그러나 OB가 6회말 무사 1,2루 위기에서 마운드를 이어받은 에이스 최일언의 역투로 위기를 잘 넘긴데 반해 해태는 8회초 1사 1루 상황에서 구원등판한 선동렬이 볼넷 1 개와 안타 1개로 1점을 내주고 이어 등판한 문희수가 2점을 뺏겨 4:1로 팽팽했던 균형이 깨졌다.
오늘 경기에서 OB의 최일언은 1차전에서의 부진을 씻고 승리투수가 돼 해태에 강한 면모를 다시 한번 과시했고 8회에 대타로 나온 OB의 노장 윤동균은 첫 타석에서 승리 타점을 올리는 수훈을 세웠다.

### 4차전
- 10월 11일 - 전주종합경기장 야구장
- 중계: KBS 1TV

| 팀                                                                | 1 | 2 | 3 | 4 | 5 | 6 | 7 | 8 | 9 | 10 | R | H  | E |
| OB 베어스                                                         | 0 | 1 | 1 | 0 | 0 | 0 | 0 | 0 | 1 | 0  | 3 | 9  | 1 |
| 해태 타이거즈                                                     | 0 | 0 | 0 | 0 | 0 | 1 | 0 | 1 | 1 | 1x | 4 | 13 | 1 |
| 승리 투수: 김대현 패전 투수: 최일언 홈런: 해태 – 김종모(6회 솔로) |   |   |   |   |   |   |   |   |   |    |   |    |   |

해태 타이거즈가 10회 연장 끝에 OB 베어스를 누르고 극적인 역전승을 거뒀다.
이날 전주 야구장에서 벌어진 플레이오프 4차전 경기에서 해태는 연장 10회말 1사 만루 찬스에서 OB 최일언의 와일드 피칭으로 3루주자 한대화가 홈을 밟아 4:3으로 힘겨운 한점차 승리를 따냈다.
해태는 김대현이 완투하고 김종모의 솔로 홈런등 장단 13개 안타로 김진욱과 윤석환, 최일언이 계투한 OB의 마운드를 무너뜨렸다.
이날 경기에서 해태가 이김으로써 해태와 OB 양팀은 2승 2패로 균형을 이뤄 10월 12일 다시 플레이오프 5차전 경기를 가져 한국시리즈 진출팀을 가리게 됐다.

### 5차전
- 10월 12일 - 전주종합경기장 야구장
- 중계: MBC TV

| 팀                                                                | 1 | 2 | 3 | 4 | 5 | 6 | 7 | 8 | 9 | R | H  | E |
| OB 베어스                                                         | 0 | 0 | 0 | 0 | 0 | 0 | 0 | 0 | 0 | 0 | 2  | 1 |
| 해태 타이거즈                                                     | 0 | 0 | 1 | 0 | 2 | 0 | 1 | 0 | X | 4 | 10 | 0 |
| 승리 투수: 차동철 패전 투수: 윤석환 홈런: 해태 – 백인호(5회 투런) |   |   |   |   |   |   |   |   |   |   |    |   |

프로야구 행운의 여신은 결국 해태를 택했다.
어제 플레이오프 4차전에서 천신만고 끝에 기적적으로 살아난 해태는 이날 5차전에서 OB를 4:0으로 꺾고 대망의 한국시리즈에 오르게 됐다.
해태는 오늘 전주 경기에서 3회에 김정수를 구원 등판한 차동철이 OB타석 2안타로 선발시키고 공격에서는 프로 1년생인 백인호의 맹활약으로 치열한 플레이오프전을 승리로 마감했다.
백인호는 4차전까지 15타수 2안타에 부진에 허덕였지만 9번타자로 기행된 오늘 경기에서 3회말 좌전적시타로 선취점을 빼낸데 이어 5회말에는 승리를 확정짓는 장쾌한 투런 홈런을 터뜨렸다.
이날 경기에서 해태 김응룡 감독은 컨트롤이 불안한 선발 김정수에 미련을 일찍 버리고 3회 초에 차동철로 교체하는 과감한 작전을 펼쳐서 승리의 실마리를 만들었다.
반면에 OB는 선발 윤석환에 이어 계형철, 황태환, 장호연까지 투입시키며 승부에 끈질긴 집념을 보였으나 주축 타자 박종훈 김형석이 부상으로 1차전부터 결장한 터라 타선의 불발로 1986년에 이어서 다시 한번 한국시리즈 문턱에서 주저앉고 말았다.

## 한국시리즈
플레이오프 승리의 여세를 몬 해태는 한국시리즈에서도 삼성에 한국시리즈 역사상 처음으로 4전 전승을 거두면서, 통산 세 번째이자 1986년에 이어 2년 연속 우승을 차지하였다.

## 같이 보기
- 1987년 대한민국 프로 야구